# Bert Gunther
Lambertus Hendrik Frederik Gunther (conocido como Bert Gunther; Ámsterdam, 10 de diciembre de 1899-Arnhem, 14 de octubre de 1968) fue un deportista neerlandés que compitió en remo. Ganó tres medallas en el Campeonato Europeo de Remo, en los años 1923 y 1929.

## Palmarés internacional
| Campeonato Europeo | Campeonato Europeo  | Campeonato Europeo | Campeonato Europeo |
| Año                | Lugar               | Medalla            | Prueba             |
| ------------------ | ------------------- | ------------------ | ------------------ |
| 1923               | Como (Italia)       | Medalla de plata   | Scull individual   |
| 1923               | Como (Italia)       | Medalla de plata   | Doble scull        |
| 1929               | Bydgoszcz (Polonia) | Medalla de oro     | Scull individual   |